# Jan van Hout

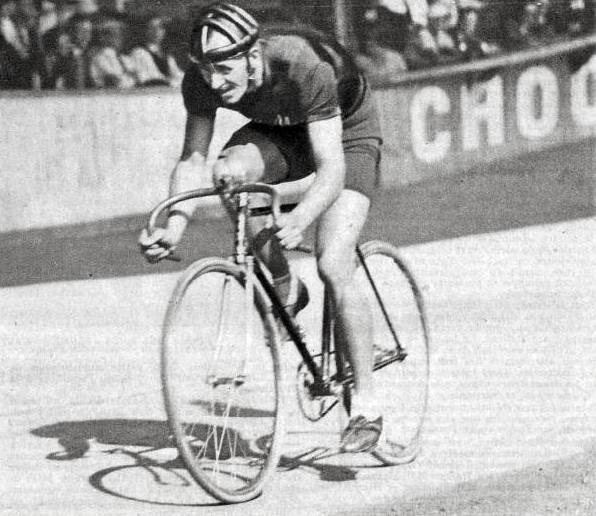
Jan van Hout im August 1933

Jan van Hout (* 17. Oktober 1908 in Valkenburg; † 22. Februar 1945 im KZ Neuengamme) war ein niederländischer Radrennfahrer.

## Sportler-Karriere
Jan van Hout war Profi-Rennfahrer von 1932 bis 1940. Am 25. August 1933 stellte er auf der Radrennbahn von Maasniel, einem heutigen Stadtteil von Roermond, einen neuen Stundenweltrekord mit 44,588 Kilometern auf, der allerdings nur vier Tage lang Bestand hatte. Der entthronte Rekordinhaber Oscar Egg war eigens angereist, um die Bahn nachzumessen, und er glaubte entdeckt zu haben, dass Van Hout pro Runde 3,45 Meter zu wenig zurückgelegt habe. Es gab allerdings Zweifel an der Richtigkeit seiner Messung.

## Widerstand und Tod im KZ
Jan van Hout verdiente gut als Fahrer bei Sechstagerennen und erwarb ein Café in Eindhoven. Nach der Besetzung der Niederlande durch die Deutschen 1940 schloss er sein Café, um als überzeugter Antifaschist diese nicht in seiner Gaststätte bedienen zu müssen. Anschließend unterstützte er den niederländischen Widerstand. Wenige Monate vor Ende des Krieges wurde Jan van Hout von der Gestapo verhaftet, als er in dem See IJzeren Man bei Eindhoven schwamm. Er wurde aufgefordert, den See zu verlassen, aber er versuchte wegzuschwimmen. Mit einem Boot wurde er schließlich aus dem Wasser geholt und in das KZ Neuengamme deportiert, wo er starb.
In den 1950er Jahren erregte es Aufsehen in den Niederlanden, dass die Witwe von Jan van Hout, Anneke van Hout-Louwers, den ehemaligen Rennfahrerkollegen Cor Wals heiratete. Wals war im Krieg Mitglied der Waffen-SS gewesen, und es gab sogar – fälschliche – Gerüchte, dass Wals zur speziellen Bewachung von Van Hout nach Neuengamme abkommandiert gewesen sein soll. Er wurde in den Niederlanden zu 15 Jahren Haft verurteilt und 1952 vorzeitig entlassen. 1959 begegnete er der Witwe van Houts wieder, die ihn noch aus aktiven Radsportzeiten kannte. In einem Interview aus dem Jahre 1982 erklärte Anneke Wals-Louwers (1916–2012): „Hij was kapot, hij had zijn leed, ik had mijn leed.“ (niederl. = Er war kaputt, er hatte sein Leid, ich hatte mein Leid.) Sie war die Schwester des populären niederländischen Fußballspielers Jan Louwers, nach dem in Eindhoven ein Fußballstadion benannt ist.

## Denkmal
Am 15. Mai 2006 wurde auf dem Cauberg in Valkenburg auf Initiative des Sportjournalisten Jean Nelissen (der niederländische "Watterott") ein Denkmal zur Erinnerung an Jan van Hout von dessen 90-jähriger Witwe Anneke sowie dem fünffachen Tour-de-France-Sieger Bernard Hinault enthüllt.